# Roger Closset
Roger Closset (* 11. Februar 1933 in Paris; † 27. Oktober 2020 in Rueil-Malmaison) war ein französischer Florettfechter.

## Erfolge
Roger Closset gewann bei den Weltmeisterschaften 1954 in Luxemburg und 1957 in Paris mit der Mannschaft jeweils die Silbermedaille, ehe er mit ihr 1958 in Philadelphia Weltmeister wurde. Zweimal nahm Closset an Olympischen Spielen teil: Bei den Olympischen Spielen 1956 in Melbourne erreichte er mit der Mannschaft die Finalrunde. Diese beendete er gemeinsam mit Bernard Baudoux, Claude Netter, René Coicaud, Jacques Lataste und Christian d’Oriola auf dem Silberrang hinter Italien und vor Ungarn. 1960 belegte Closset in Rom in der Einzelkonkurrenz den sechsten Rang.